# Ponca
|  | Per a altres significats, vegeu «Ponca City». |

Els ponca són una tribu índia siouan, de la branca dhegiha (llengües sioux occidentals) afí als omaha, osage i kanza o kaw. No se'n sap l'origen, eren anomenats Díhit, Li-hit' o Ríhit pels pawnee, Kan'kan pels winnebago i Tchiáχsokush pels caddo. Es creu que en temps remots emigraren amb els osage des dels marges dels rius James i Savannah fins a les muntanyes Ozark. Després s'establiren a Minnesota, i definitivament, als marge dret del Missouri amb confluència amb el Niobrara (Nebraska). Actualment estan dividits en dues tribus reconegudes federalment, una a la Reserva índia Omaha de Nebraska, on forma la tribu Ponca de Nebraska i la resta als comtats de Kay i Noble, a Oklahoma, on forma la tribu Ponca d'Oklahoma. Ponca il·lustres foren Standing Bear o Carter Camp.

## Demografia
Mai han estat un poble gaire nombrós. A mitjans del segle xviii foren calculats en 800 individus, però el 1800 només en quedaven 200. El 1829 havien augmentat a 600. El 1906 eren 833, dels quals 225 a Nebraska, i el 1960 uns 926 a Oklahoma. El 1990 eren 3.200 individus. Segons dades de la BIA del 1995, la tribu Ponca de Nebraska tenia 19 habitants a Dakota del Sud i 534 a Nebraska, i a la tribu Ponca d'Oklahoma tenia 2.031 habitants (2.419 apuntats al rol tribal). Segons les dades del cens dels EUA del 2001 el nombre de membres de la tribu era:
| Fracció                 | D'una tribu | Dues tribus | Una tribu més altres races | Dues tribus més altres races | Total |  |
| Tribu Ponca de Nebraska | 190         | 4           | 63                         | 1                            | 258   |  |
| Tribu Ponca d'Oklahoma  | 153         | -           | 14                         | -                            | 157   |  |
| Ponca                   | 3.012       | 433         | 850                        | 138                          | 4.433 |  |
| Total                   | 3.355       | 437         | 927                        | 139                          | 4.858 |  |

## Costums
Eren semblants a les de les altres tribus de les planures. Llurs llogarrets eren semipermanents, i vivien en cabanes cobertes de terra; es dedicaven a l'agricultura, i a la primavera i a la tardor es traslladaven en tipis a les zones de cacera. Estaven emparentats a omaha, osage, quapaw i kansa.

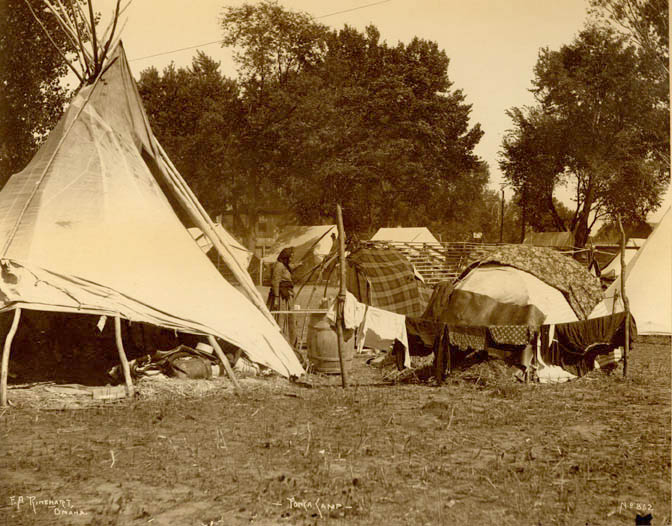
Campament ponca

Es dividien en els grups Wasabe (ós grizzly), Deagheta (molta gent), Nakopozna (dant), Mohkuh (mofeta), washaba (búfal), wazhazha (serp), Nohga (medicina) i Wahga (gel). També se sotsdividia en dues sotstribus, chizhu i wazhazha.

## Història

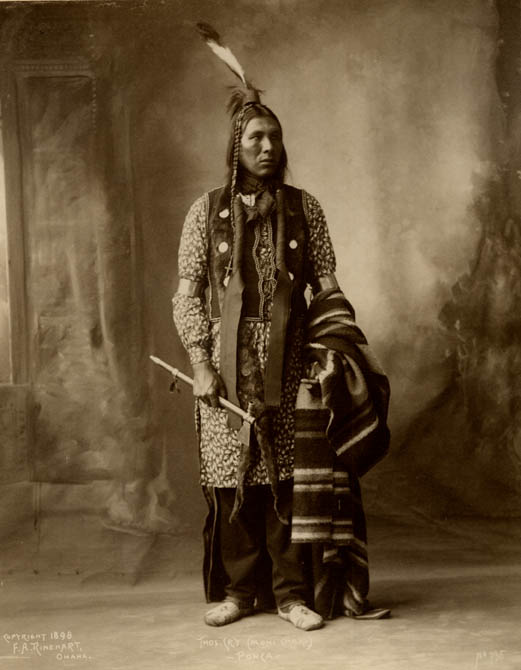
Thomas Cry (Moni Chaki), ponca (1898)

Arribaren al seu territori de Nebraska a mitjans del segle xv. Mai no foren una tribu nombrosa, i cap al 1804, quan Lewis i Clark els van visitar, una epidèmia de verola els havia delmat. Reberen constants atacs dels sioux dakota, raó per la qual el 1858 cediren les terres a canvi d'una reserva als marges del Niobrara. El 1865 reberen una reserva a llurs pròpies terres, però per una tràgica errada burocràtica les terres foren concedides als sioux dakota, i el 1876 el Congrés dels EUA decidí que els ponca fossin duts a Territori Indi (Oklahoma), on vivien en condicions miserables.
Però el gener del 1877 els cabdills Standing Bear, White Eagle i Big Elk es negaren a marxar. L'abril el general Sherman va engarjolar Standing Bear i 170 ponca foren traslladats a Oklahoma. El 21 de maig del 1877 la resta de la tribu fou desplaçada a la reserva Quapaw, però a la primavera del 1878 la meitat va morir de malària, i per això els portaren al marge oest de l'Arkansas.
El gener del 1878 Standing Bear i 65 parents seus marxaren al seu antic territori per tal d'enterrar el seu fill. Pel març foren arrestats i engarjolats a Omaha. El general Crook i la premsa local els ajudaren legalment i guanyaren el judici del 18 d'abril del 1879, també gràcies als oficis de la jove mestra d'escola omaha Imshtatheampa/Bright Eyes, més coneguda com a Susette La Flesche (1854-1903), filla del cabdill omaha Inshtamara/Iron Eye, conegut com a Joseph La Flesche. Així fou declarat il·legal el trasllat de 530 ponca i se'ls oferí tornar al Niobrara, però el 31 d'octubre del 1899 assassinaren Big Snake, germà de Standing Bear, i els altres decidiren quedar-se a Territori Indi. Finalment, el 1906 obtingueren una reserva a Niobrara per a 225 individus de la tribu, amb omahas i missouris.
El 1971 el jove ponca Carter Camp fou cap de l'AIM a Oklahoma, i denuncià agressions i mala publicitat per a la tribu.